# Hit and hope
Hit and hope lub hit-and-hope (ang. hit – uderzenie; hope – nadzieja) − termin golfowy lub snookerowy określający silne zagranie, w którym zagrywający liczy na przypadkowe poprawne trafienie. Zagranie często stosowane przez początkujących graczy. Określeniem hit and hope nazywa się np. wyjścia z trudnych snookerów, kiedy to gracz silnie uderza białą bilę, licząc, iż po którymś odbiciu od bandy dotknie ona bili, którą należy zaliczyć.